# Cleome hassleriana
Túy điệp (danh pháp hai phần: Cleome hassleriana) hay còn gọi là hoa nhện, phong điệp thảo, hoa hồng ri, là một loài thực vật thuộc chi Màng màng (Cleome), bản địa Nam Mỹ ở Argentina, Paraguay, Uruguay, và đông nam Brazil. Cây có chiều cao 150 cm, lá xoắn. Các lá kép chân vịt, với năm hoặc bảy lá nhỏ, lá nhỏ dài 12 cm và rộng 4 cm, cuống lá lên đến 15 cm. Hoa có màu tím, hồng hoặc trắng, với bốn cánh hoa và nhị hoa dài. Quả hình nang dài 15 cm và rộng 3 mm, có chứa hạt. Thời gian nở hoa kéo dài từ cuối mùa xuân đến đầu mùa thu.
Nó thường được trồng làm cảnh. Các loài được nhân giống và lai tạo cho nhiều màu sắc hoa và các đặc điểm khác nhau. Loạt cây trồng "Nữ hoàng" bao gồm "Nữ hoàng tím", "Nữ hoàng hồng", và "Nữ hoàng trắng".

## Hình ảnh

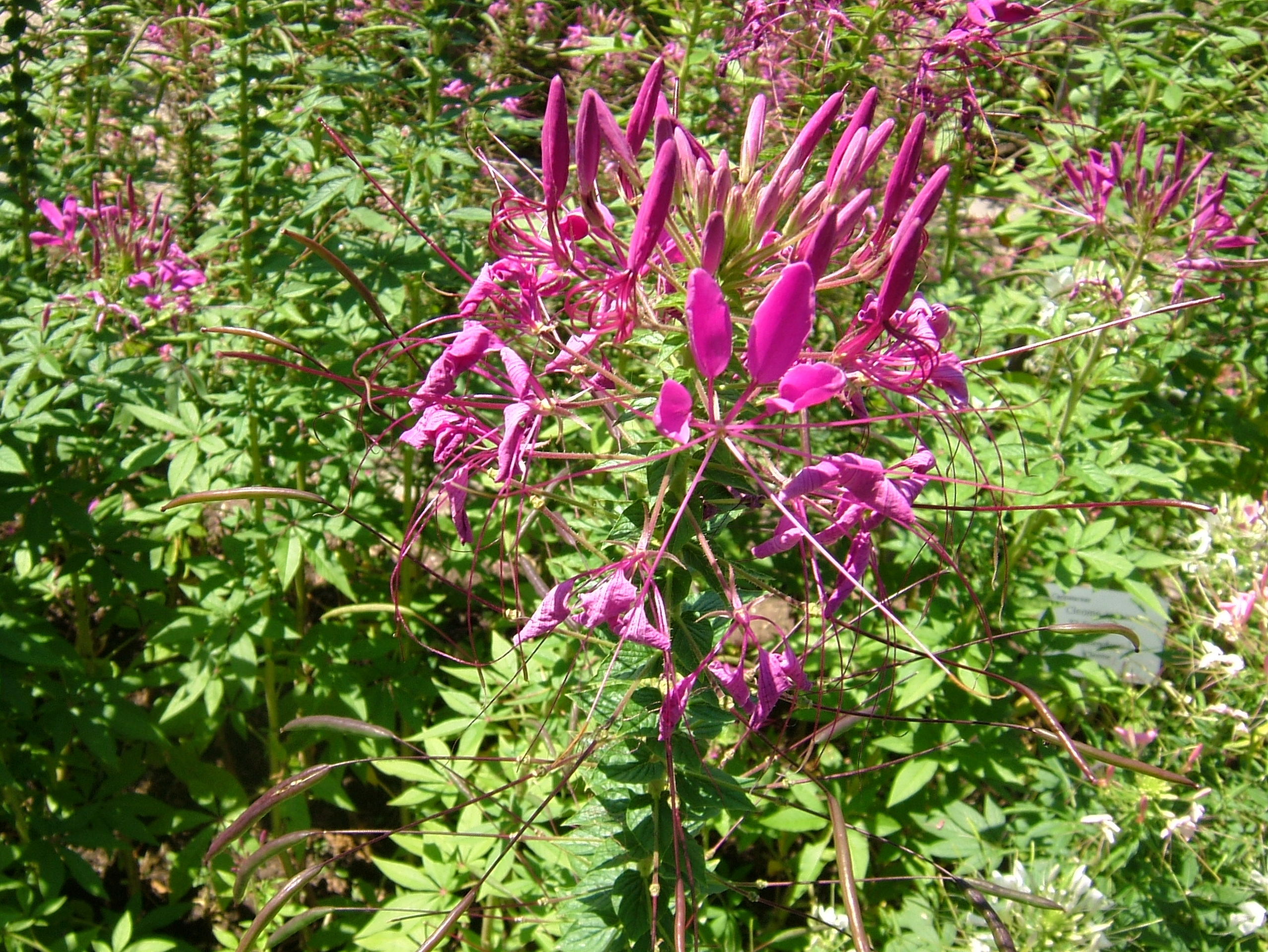
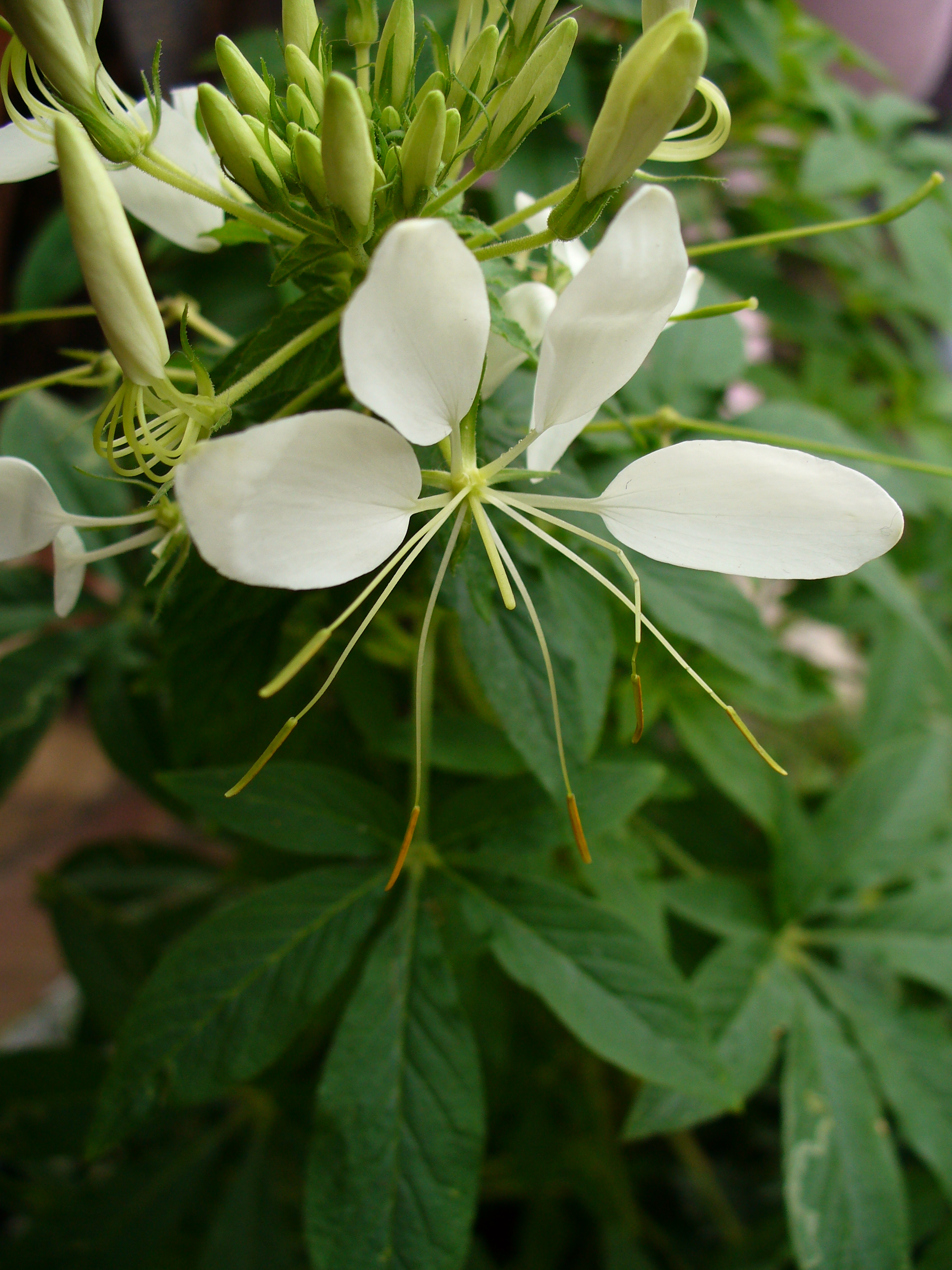
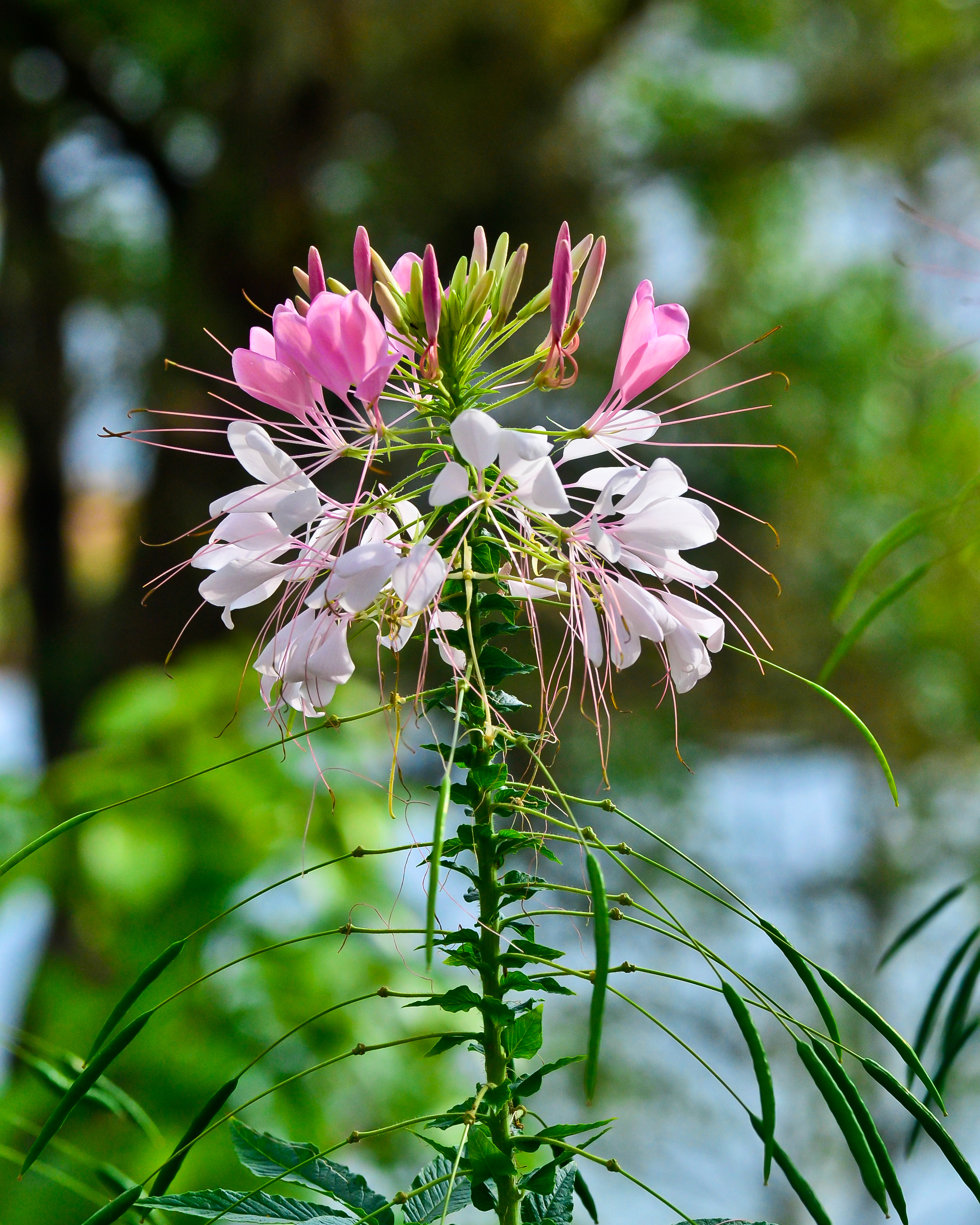
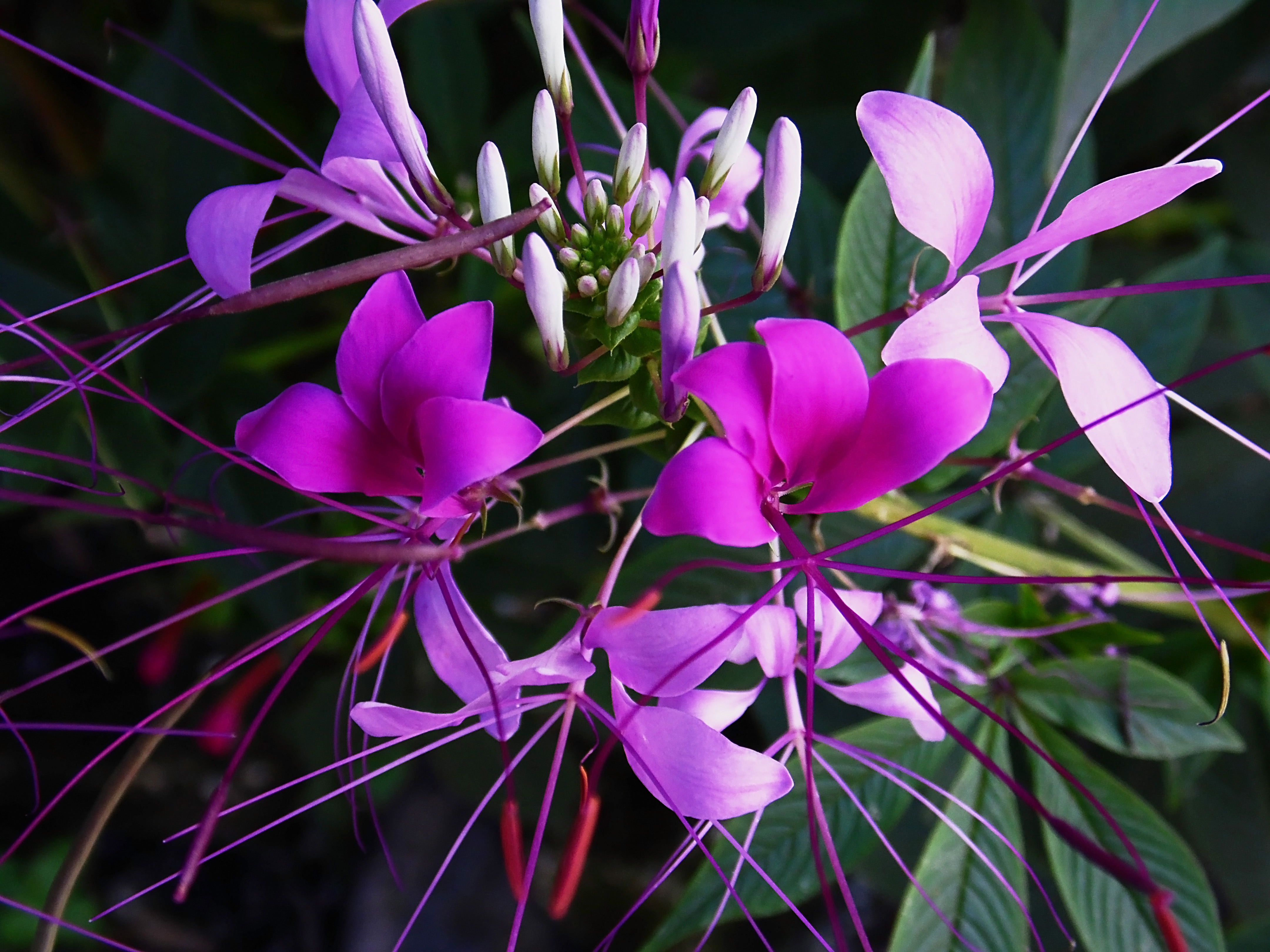